# John Baptist Kaggwa
John Baptist Kaggwa, né le 23 mars 1943 à Bulenga (en), dans le district de Wakiso (Buganda) et mort le 20  janvier 2021 à Mulago en Ouganda est un évêque catholique ougandais.

## Biographie
John Baptist Kaggwa est élève de 1952 à 1957 à l'école primaire de garçons de Lubaga, puis au petit séminaire de Kisubi. Ensuite, il étudie la philosophie et la théologie au grand séminaire de Katigondo et à partir de 1965 à l'université Urbaniana de Rome. Il est ordonné diacre en mai 1970 et prêtre le 12 décembre 1971 à Rome.
Après avoir été nommé docteur en théologie, de l'Urbaniana, il est pendant cinq ans vice-recteur du collège missionnaire pontifical international Saint-Paul de Rome, puis il rentre en Ouganda pour devenir régent du séminaire St. Mbaaga de Ggaba.
Le 19 décembre 1994, le pape Jean-Paul II le nomme évêque coadjuteur de Masaka, Kivumbi Ddungu le consacre évêque le 24 juin 1995. Il lui succède le 10 janvier 1998 à la tête du diocèse de Masaka. 
Le pape François accepte sa démission pour raison d'âge le 16 avril 2019.
John Kaggwa meurt deux semaines après des soins intensifs au Mulago National Specialised Hospital de Mulago à l'âge de 77 ans du SARS-CoV-2.